# MM Большой Медведицы
MM Большой Медведицы (лат. MM Ursae Majoris) — одиночная переменная звезда в созвездии Большой Медведицы на расстоянии приблизительно 53,2 световых лет (около 16,3 парсеков) от Солнца. Видимая звёздная величина звезды — от +16,61m до +16,6m.

## Характеристики
MM Большой Медведицы — коричневый карлик спектрального класса L1 или L1,8. Масса — менее 0,08 солнечной. Эффективная температура — около 1700 К.